# Liste der Baudenkmäler in Breckerfeld

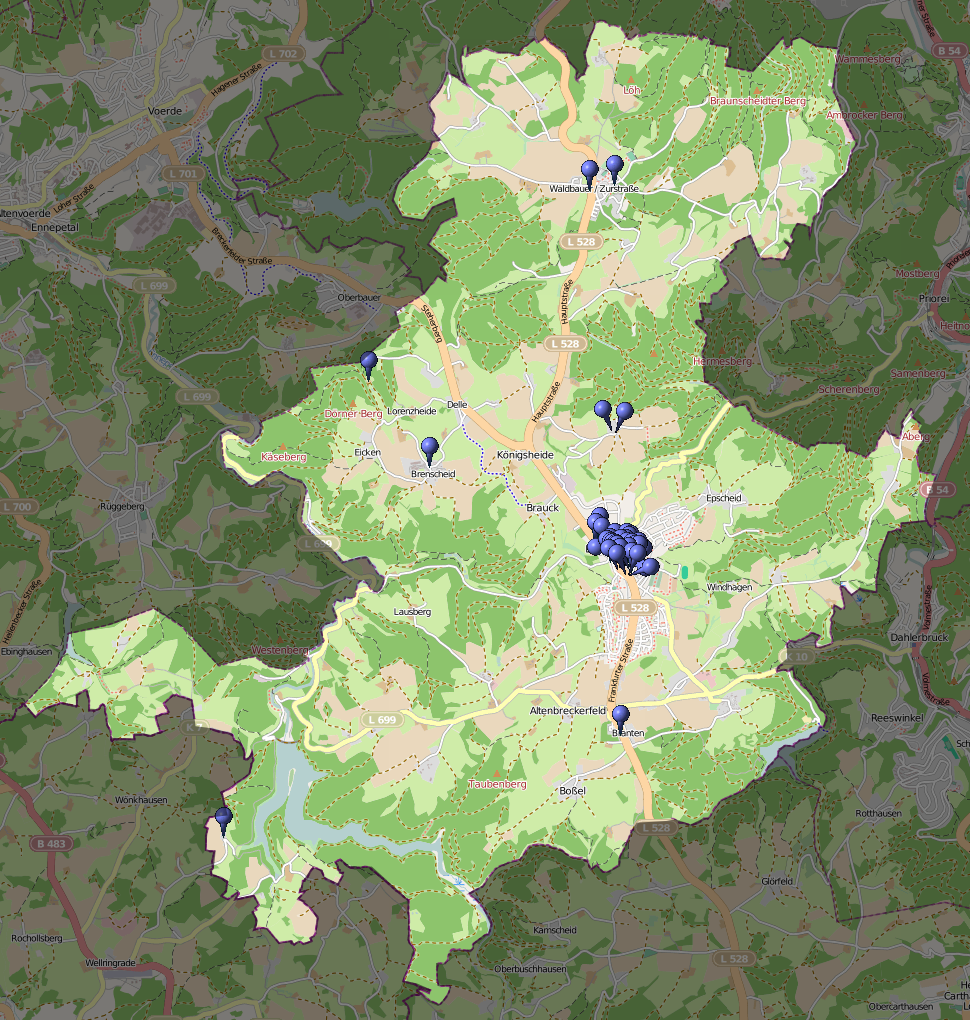
Lagekarte aller Baudenkmäler in Breckerfeld: Deutlich zu erkennen ist die Häufung im Stadtkern.

Die Liste der Baudenkmäler in Breckerfeld enthält die denkmalgeschützten Bauwerke auf dem Gebiet der Stadt Breckerfeld im Ennepe-Ruhr-Kreis in Nordrhein-Westfalen (Stand: September 2018). Diese Baudenkmäler sind in der Denkmalliste der Stadt Breckerfeld eingetragen; Grundlage für die Aufnahme ist das Denkmalschutzgesetz Nordrhein-Westfalen (DSchG NRW).

## Baudenkmäler
Diese Liste umfasst, falls vorhanden, eine Fotografie des Denkmals, als Bezeichnung den Gebäudetyp und/oder den Namen, die Adresse des Baudenkmals, eine kurze Beschreibung sowie, sofern bekannt, die Bauzeit.
| Bild                       | Bezeichnung                                              | Lage                                               | Beschreibung | Bauzeit                                         | Eingetragen seit   | Denkmal- nummer |
| -------------------------- | -------------------------------------------------------- | -------------------------------------------------- | --- | ----------------------------------------------- | ------------------ | --------------- |
| weitere Bilder             | Wohn- und Geschäftshaus                                  | Breckerfeld Frankfurter Straße 40 Karte            | | 1739                                            | 12. März 1985      | 1               |
| weitere Bilder             | Wohn- und Geschäftshaus                                  | Breckerfeld Frankfurter Straße 44 Karte            | |                                                 | 12. März 1985      | 2               |
| weitere Bilder             | Wohn- und Geschäftshaus                                  | Breckerfeld Frankfurter Straße 69 Karte            | „Missionshaus“ |                                                 | 12. März 1985      | 3               |
| Wohn- und Geschäftshaus    | Wohn- und Geschäftshaus                                  | Breckerfeld Frankfurter Straße 79 Karte            | |                                                 | 12. März 1985      | 4               |
| weitere Bilder             | Wohn- und Geschäftshaus                                  | Breckerfeld Frankfurter Straße 83 Karte            | |                                                 | 12. März 1985      | 5               |
| weitere Bilder             | Fabrikgebäude                                            | Breckerfeld Frankfurter Straße 105 Karte           | Die Firma „Hedtstück und Berninghaus“ errichtete dieses Gebäude als Christbaumschmuckfabrik. Ab 1960 beherbergte das Gebäude eine Porzellan-Manufaktur und Glasmalerei.                                                                | 1890                                            | 12. März 1985      | 6               |
| weitere Bilder             | Doppel-Wohnhaus                                          | Breckerfeld Frankfurter Straße 111 und 113 Karte   | |                                                 | 12. März 1985      | 7               |
| Doppel-Wohnhaus            | Doppel-Wohnhaus                                          | Breckerfeld Am Wehrgraben 12 und 14 Karte          | |                                                 | 12. März 1985      | 8               |
| weitere Bilder             | Wohn- und Geschäftshaus                                  | Breckerfeld Denkmalstraße 1 Karte                  | „Adler-Apotheke“ |                                                 | 12. März 1985      | 9               |
| Wohnhaus                   | Wohnhaus                                                 | Breckerfeld Denkmalstraße 3 Karte                  | zweigeschossiges Bruchsteingebäude | 18. Jahrhundert                                 | 12. März 1985      | 10              |
| Wohnhaus mit Arztpraxis    | Wohnhaus mit Arztpraxis                                  | Breckerfeld Neue Straße 3 Karte                    | | 18. Jahrhundert                                 | 12. März 1985      | 11              |
| Wohnhaushälfte             | Wohnhaushälfte                                           | Breckerfeld Neue Straße 8 Karte                    | |                                                 | 12. März 1985      | 12              |
| Wohnhaus                   | Wohnhaus                                                 | Breckerfeld Neue Straße 16 Karte                   | |                                                 | 12. März 1985      | 14              |
| Wohnhaus mit Gaststätte    | Wohnhaus mit Gaststätte                                  | Breckerfeld Poststraße 10 Karte                    | |                                                 | 12. März 1985      | 15              |
| weitere Bilder             | evangelische Pfarrkirche und Kirchplatz (Jakobus-Kirche) | Breckerfeld Schulstraße Karte                      | Bruchsteingebäude, gilt als einzige hochgotische Basilika Westfalens; kostbarer Flügelschnitzaltar (1510) und Barockkanzel; | 14. Jahrhundert                                 | 12. März 1985      | 16              |
| weitere Bilder             | Wohnhaus (ehemaliges Organistenhaus)                     | Breckerfeld Schulstraße 5 Karte                    | | 19. Jahrhundert                                 | 12. März 1985      | 17              |
| weitere Bilder             | Wohnhaus                                                 | Breckerfeld Schulstraße 10 Karte                   | |                                                 | 12. März 1985      | 18              |
| weitere Bilder             | Wohnhaus                                                 | Breckerfeld Hochstraße 8 Karte                     | |                                                 | 12. März 1985      | 19              |
| weitere Bilder             | Wohnhaus, ehem. höhere Schule                            | Breckerfeld Hochstraße 11 Karte                    | | 1843 nach Brand wiederaufgebaut                 | 12. März 1985      | 20              |
| weitere Bilder             | Wohnhaus                                                 | Breckerfeld Hochstraße 20 Karte                    | Die ehem. Scheune lag in unmittelbarer Nachbarschaft zum Herrenhaus "Bollwerk". Später wurde daraus ein Kutscherhaus und im 19. Jahrhundert ein Wohnhaus.                                                                              | ca. 1750                                        | 12. März 1985      | 21              |
| Kriegerehrenmal            | Kriegerehrenmal                                          | Breckerfeld Windmühlenstraße Park Karte            | |                                                 | 12. März 1985      | 23              |
| evangelische Pfarrkirche   | evangelische Pfarrkirche                                 | Waldbauer (Zurstraße) Hauptstraße 3 Karte          | |                                                 | 12. März 1985      | 24              |
| weitere Bilder             | katholische Pfarrkirche (St. Jakobus)                    | Breckerfeld Frankfurter Straße/Am Wehrgraben Karte | |                                                 | 29. Oktober 1985   | 25              |
| weitere Bilder             | ehemalige Getreidemühle (Finkenberger Mühle)             | Finkenberger Mühle Karte                           | Mühlenanlage am Finkenberger Bach, Mühlengebäude aus Bruchstein mit drei Mahlgängen, gebaut vor 1871, angrenzendes Wohnhaus etwa 1929/1930 gebaut; ein als Ölmühle bezeichneter Vorgängerbau befand sich 1826 fast an derselben Stelle | 19. Jahrhundert                                 | 29. Oktober 1985   | 26              |
| weitere Bilder             | ehemalige Schule                                         | Branten Brantener Straße 8 Karte                   | |                                                 | 15. September 1988 | 27              |
| weitere Bilder             | Bauernhaus                                               | Altena Altena-Ennepe 4 Karte                       | Gebäude mit bruchsteinernem Erdgeschoss und Fachwerkobergeschoss |                                                 | 25. April 1989     | 28              |
| weitere Bilder             | Feuerwehrgerätehaus                                      | Waldbauer (Zurstraße) Waldbauerstraße 19 Karte     | |                                                 | 25. April 1989     | 29              |
| Villenartiges Wohnhaus     | Villenartiges Wohnhaus                                   | Brenscheid Brenscheider Weg 9 Karte                | |                                                 | 24. April 1990     | 30              |
| Fachwerk-Doppelwohnhaus    | Fachwerk-Doppelwohnhaus                                  | Breckerfeld Neue Straße 10 und 12 Karte            | |                                                 | 25. Februar 1992   | 31              |
| Wohn- und Geschäftshaus    | Wohn- und Geschäftshaus                                  | Breckerfeld Frankfurter Straße 45 Karte            | „Haus Böving“ | 1728                                            | 25. Februar 1992   | 32              |
| weitere Bilder             | Haupthaus eines bäuerlichen Anwesens                     | Langscheid 1 Karte                                 | Bruchsteingebäude vom Typ des niederdeutschen Hallenhauses | um 1700                                         | 16. März 1993      | 33              |
| Wohn- und Geschäftshaus    | Wohn- und Geschäftshaus                                  | Breckerfeld Neue Straße 20 Karte                   | |                                                 | 16. Juni 1994      | 34              |
| ehemaliges Speichergebäude | ehemaliges Speichergebäude                               | Langscheid 2 Karte                                 | |                                                 | 17. Juni 1997      | 35              |
| weitere Bilder             | Wohnhaus, verm. erste Apotheke der Stadt                 | Breckerfeld Museumsgasse 8 Karte                   | | 18. J., 1846 niedergebrannt und wiederaufgebaut | 17. Juni 1997      | 36              |
| Wohnhaus                   | Wohnhaus                                                 | Breckerfeld Denkmalstraße 16 Karte                 | |                                                 | 17. Juni 1997      | 37              |
| weitere Bilder             | Teile der mittelalterlichen Stadtbefestigung             | Breckerfeld West- und Ostring Karte                | |                                                 | 17. Juni 1997      | 38 A            |
| weitere Bilder             | Teile der mittelalterlichen Stadtbefestigung             | Breckerfeld Westring Karte                         | |                                                 | 17. Juni 1997      | 38 B            |
| Wohnhaus                   | Wohnhaus                                                 | Breckerfeld Neue Straße 14 Karte                   | |                                                 | 15. September 1998 | 39              |
| weitere Bilder             | Werkzeugfabrik Krenzer                                   | Peddenöde 5 Karte                                  | | 1914                                            | 29. Dezember 2010  | 40              |

## Gelöschte Baudenkmäler
| Bild                    | Bezeichnung             | Lage                             | Beschreibung                  | Bauzeit | Eingetragen seit                          | Denkmal- nummer |
| ----------------------- | ----------------------- | -------------------------------- | ----------------------------- | ------- | ----------------------------------------- | --------------- |
| Wohn- und Geschäftshaus | Wohn- und Geschäftshaus | Breckerfeld Neue Straße 15 Karte | Gebäude wurde modern überbaut |         | 12. März 1985 (gelöscht am 28. Sep. 2018) | 13              |
|                         |                         | Breckerfeld Am Bollwerk 2 Karte  | Gebäude existiert nicht mehr  |         |                                           | 22              |